# Слатка папрат
Слатка папрат (лат. Polypodium vulgare) вишегодишња je зељаста биљка која припада фамилији ослади (Polypodiaceae). Настањена је у Европи, Азији, на северу Азије и Африке, док је на Новом Зеланду интродукована.

## Опис
Ризом је дуг, пузећи, прекривен густо збијеним љуспама, и може бити подземни или надземни. Љуспе су ланцетасто до овалног облика, пепељасте. Лисна дршка је краћа од лисне плоче и садржи са обе стране од 25 до 28 лисних сегмената који су дуги и дебелозидни. Распоред лисних сегемената је наизменичан. Разликује се лица од наличја листа по тамније зеленој боји и није назубљено у односу на наличје. На наличју се налазе тачкасте структуре, соруси, које носе споре неопходне за размножавање. Соруси су без додатних омотача и распоређени су у 2 реда. Период сазревања спора је од јула до септембра.

## Подврсте
Постоје 2 подврсте ове биљке, subsp. vulgare и subsp. priоnodes. Subsp. vulgare има мање листове, дуге 30–40 cm, са лисном плочом ушиљеном на врху. Расте у Србији, Црној Гори, Босни и Херцеговини, Хрватској. Друга подврста, subsp. priоnodes се одликује листовима дужине до 50 cm, лисна плача је ланцетаста, благо ушиљена, док су ободи листова назубљени. Најзаступљенија је на северозападу Србије.

## Станиште
Насељава сеновита или полусеновита станишта у листопадним или листопадно-четинарским шумама.

## Употреба
У народној медицини се користи ризом који је сладкастог укуса, богат скробом и сапонинима.